# متمتیش آنالن

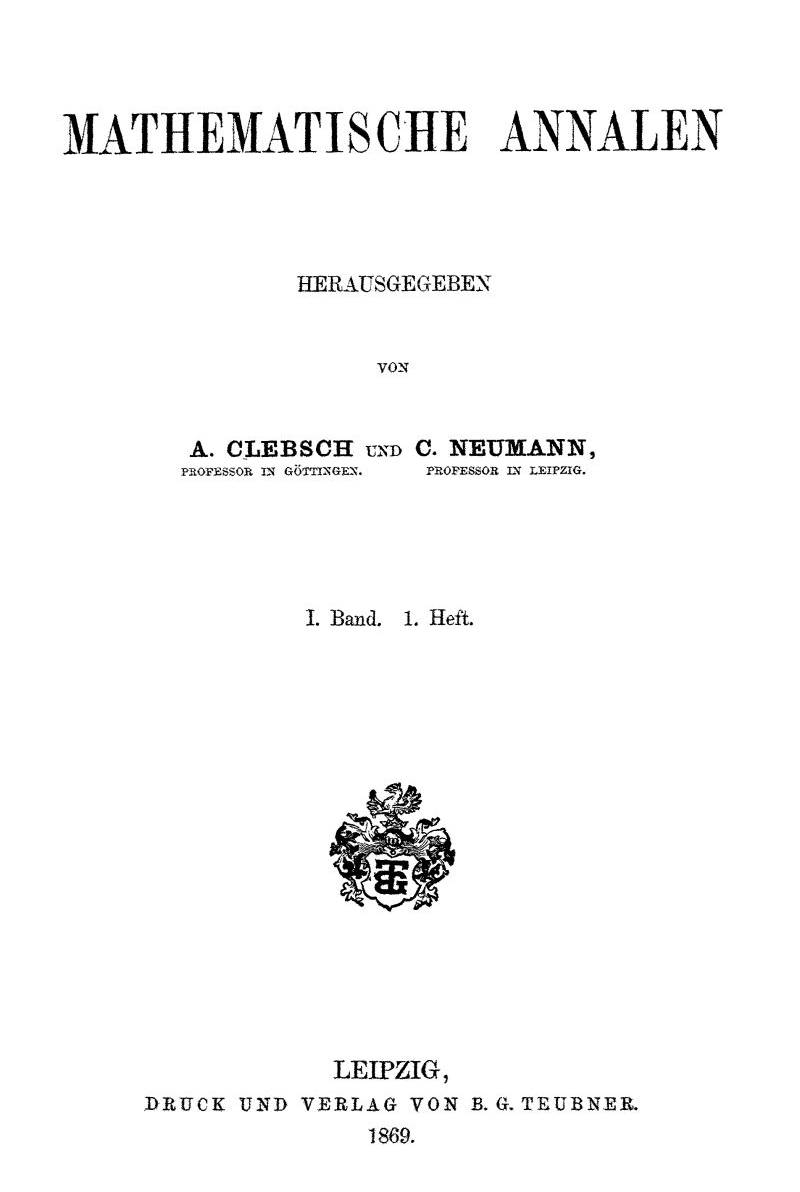
انالن

متمتیش آنالن (به آلمانی: Mathematische Annalen)، ژورنال ریاضیات آلمانی است که در سال ۱۸۶۸ توسط دو ریاضیدان آلمانی، آلفرد کلبش و کارل نویمن تأسیس شد. شماره‌های ۱ تا ۸۰ آن (۱۸۶۹–۱۹۱۹) توسط تویبنر منتشر شدند. این مجله از سال ۱۹۲۰ (شماره ۸۰) توسط انتشارات اشپرینگر منتشر می‌شود.
از سال ۱۹۲۰ (شماره ۸۰) تا به امروز، متمتیش آنالن توسط انتشارات اشپرینگر (Springer) منتشر می‌شود. این مجله تا به حال جایگاه خود را به عنوان یکی از منابع مهم ترویج و انتشار تحقیقات ریاضی دنیا حفظ کرده است.
اهمیت و تأثیر مقالات علمی در متمتیش آنالن:
مقالات منتشر شده در مجله متمتیش آنالن اغلب به عنوان مقالاتی دارای اهمیت بسیار بالا و تأثیرگذار در جامعهٔ ریاضیاتی شناخته می‌شوند. انتشار مقالاتی از ریاضیدانان برجسته مانند داوید هیلبرت و فلیکس کلاین، نقش بسزایی در شکل‌گیری و پیشرفت شاخه‌های مختلف ریاضیات داشته است. این مقالات، اغلب به عنوان منابع اصلی در تحقیقات ریاضی مورد استفاده قرار می‌گیرند و تأثیر عمیقی بر پیشرفت این علم داشته‌اند. این مجله یک پلتفرم برجسته برای انتشار تحقیقات اصیل و نوآورانه در مختلف حوزه‌های ریاضیات از جمله هندسه، تئوری اعداد، توپولوژی، آنالیز، و ... بوده است. 
مطالب مقالات این مجله اغلب با استانداردهای علمی بسیار بالا و با روش‌های تحلیلی پایه تحقیقاتی ژورنالیسم علمی هماهنگ می‌باشد. این امر به محتوای علمی مقالات مجله کمک کرده و آن را به یکی از ذخایر مهم برای هر دو پژوهشگران و علاقمندان به ریاضیات تبدیل کرده است.

## در زمان فلیکس کلاین
نام فلیکس کلاین برای مدتی دراز از متمتیش آنالن تفکیک‌ناپذیر بود. اعتبار و شهرت مجله تا حد زیادی مبتنی بر شهرت ریاضی کلاین، توانایی او در مدیریت و انتخاب درست ویراستاران بود. ویراستاران جمعی کوچک و خصوصی تشکیل می‌دادند که شیوهٔ عملکردشان بسیار دموکراتیک بود و با اینکه کلاین از موقعیت برجسته خود برای دستور دادن استفاده نمی‌کرد، ویراستاران به طور ضمنی نظر او را حجت می‌دانستند. در آن زمان عضویت در هیأت ویراستاران متمتیش آنالن مایهٔ شهرت و افتخار بود و به دلیل ارتباط نزدیک کلاین –و پس از او هیلبرت– با مجله گاهی گفته می‌شد که ریاضیدانان گوتینگن، متمتیش آنالن را قبضه کرده‌اند.

## ویراستاران
برخی از ویراستاران برجسته‌ای که تاکنون با متمتیش آنالن همکاری کرده‌اند عبارتند از:
- فلیکس کلاین
- داوید هیلبرت
- آلبرت اینشتین
- ل. ا. ی. براؤر
- اوتو بلومنتال
- کنستانتین کاراتئودوری
- بیبر باخ
- ریشارد کورانت
- اوتو هولدر